# NGC 1672

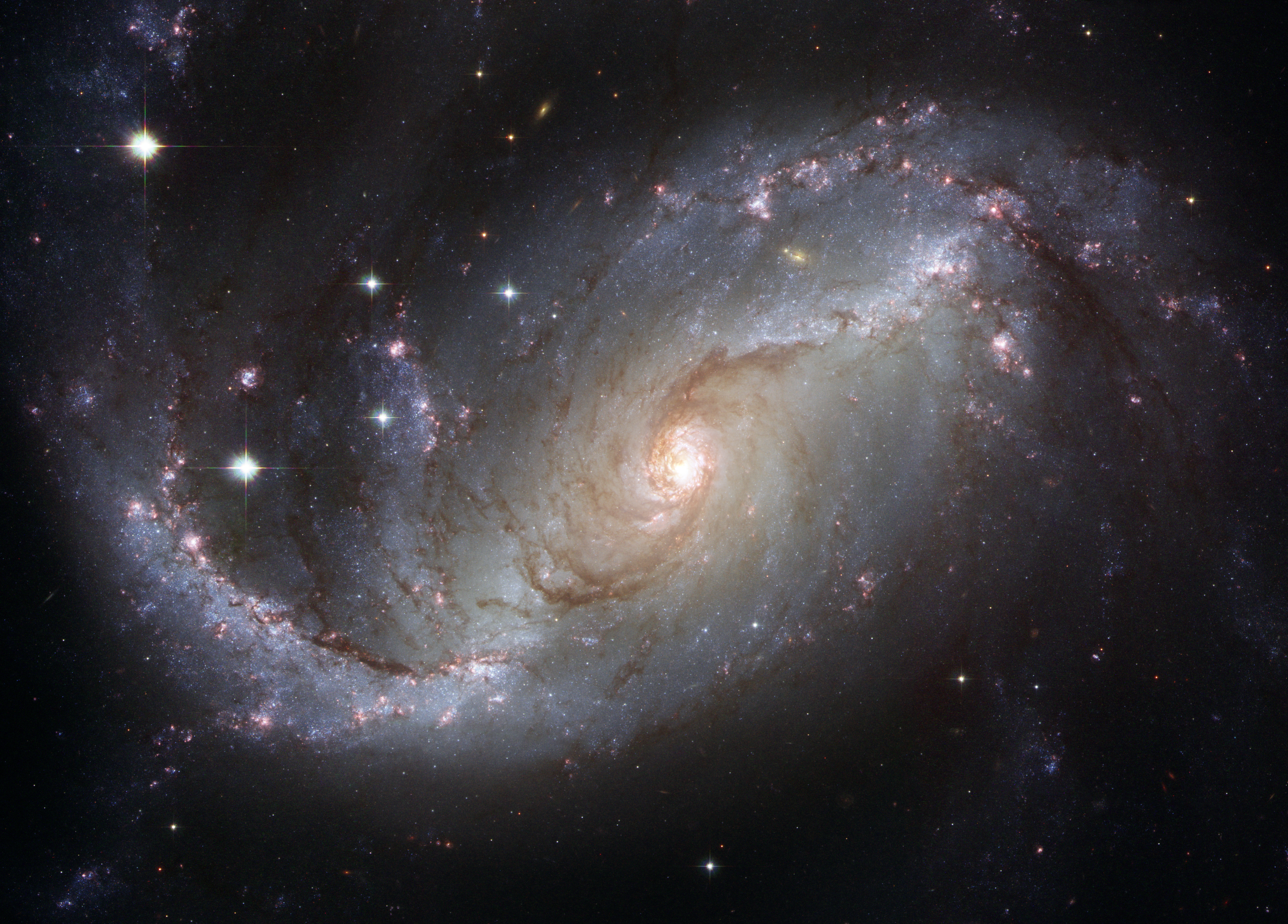
إن جي سي 1672 في أغسطس 2005 ، ويلاحظ الأذرعة وما يتخللها من فروع مظلمة تحتوي على غبار.

إن جي سي 1672 (NGC 1672) هي مجرة لولبية قضيبية ذراعية تقع في كوكبة أبو سيف و تبعد عنا حوالي 60 مليون سنة ضوئية.
يبلغ سطوع المجرة +9,7 قدر ظاهري ، ويبلغ اتساعها 8و6 دقيقة قوسية وعرضها 8و4 دقيقة قوسية . اكتشفت المجرة إن جي سي 1672 يوم 5 نوفمبر عام 1826 حيث واكتشفها الفلكي الإسكتلندي جيمس دنلوب .

## البنية العامة
يتكون مركز المجرة من قضيب يصدر ضوءا شديدا، ويتفرع منه أربعة أذرع رفيعة تمتد من الداخل من طرفي القضيب المركزي إلى الخارج. ولا تتساوى أطوال الأذرعة من ضمنها واحد في شمال الشرق يبدو أشد سطوعا عن زميله على الجهة المقابلة . وتحتوي أذرع المجرة على أعداد من مناطق تكوين النجوم يصل اتساع بعضها إلى 4 ثانية قوسية .

## النواة
يبدو أن تصنيف نواة المجرة إن جي سي 1672 غير مؤكد . وتصنف المجرات عادة طبقا لواحد من ثلاثة تصنيفات تختلف فيما بينها في نوع الطيف الذي تصدره :
- نواة تحتوي على منطقة هيدروجين II وهي منطقة يماثل طيفها مناطق تكوين النجوم الموجودة في مجرتنا مجرة درب التبانة ، وهي بذلك تكون مصحوبة بنشاط نووي لنشأة النجوم.
- نواة من نوع نواة مجرة زايفرت تتميز بنواة نشطة قد تحوي ثقب أسود بالغ الكتلة .
- نواة تتكون من منطقة تشع أشعاعا نوويا يحدث تأينا ضعيفا في الغاز، وهي عبارة عن منطقة نووية ذات خطوط طيف صادرة من غاز ضعيف التأين، وقد تحوي النواة إما منطقة نشأة نجوم أو ثقب أسود بالغ الكتلة.

المجرة إن جي سي 1672 هي واحدة من مجرات قريبة منها يصعب تصنيفهم، ذلك بسبب أن أطيافها تكون خليطا من ثلاثة أنواع من أطياف الأنوية.
وقد تحتوي بالفعل على مناطق نشأة نووية للنجوم (ابتداء الندماج النووي فيها) ونواة مجرية نشطة . وعادة تـُصدر منطقة نشأة النجوم إشعاعات في نطاق الأشعة فوق البنفسجية .

## وصلات خارجية
- فهرس SEDS